# Cariblattoides fontesi
Cariblattoides fontesi är en kackerlacksart som beskrevs av Rocha e Silva 1954. Cariblattoides fontesi ingår i släktet Cariblattoides och familjen småkackerlackor. Inga underarter finns listade.